# Гусев, Николай Николаевич (разведчик)
Николай Николаевич Гусев (12.10.1919 — 08.11.1998) — советский разведчик, журналист, писатель

, полковник. Отец генерал-лейтенанта Н. Н. Гусева.

## Биография
Родился 12.10.1919 в Батуми, .
Выпускник филологического факультета Тбилисского университета имени И. В. Сталина, корреспондент газеты «Батумский рабочий».
Во время Великой Отечественной войны участник обороны Керчи и обороны Севастополя. Затем шифровальщик Южного фронта, Военного совета Сталинградского фронта. Впоследствии в составе 196-го гвардейского стрелкового полка 67-й гвардейской стрелковой дивизии. Участвовал в боях за Будапешт, Вену, Берлин, Прагу.
После войны окончил Академию генерального штаба и работал по довоенной специальности журналиста в ТАСС. Работал в Афинах, освещал в прессе судебный процесс Н. Белоянниса и его беременной жены. Сотрудник советской военной разведки в Западной Европе, свободно владел греческим, английским, французским, испанским, немецким языками. В дальнейшем проживал в Москве, а после — в Алма-Ате. Сильный игрок в шахматы, частый соперник В. И. Ларина. Состоял в редакционно-издательской коллегии по драматургии Министерства культуры РСФСР и в Международной ассоциации писателей баталистов и маринистов. Участвовал в редакции Казахской советской энциклопедии под началом академика М. К. Каратаева. Был сотрудником газеты «Вечерняя Алма-Ата».

### Звания
- подполковник;[2]
- полковник.

### Награды
- ордена и медали.

## Семья
- Первая жена — Гусева Рузанна Мнацакановна (дочь — Галина, сын — Николай).
- Вторая жена — Соколова Евгения Александровна.

## Публикации
- Повесть «Преступление в Афинах». «Простор», 1968.
- Статья «Как это делается» в «Комсомольской правде».
- Военная проза «Встречи и разлуки».
- Литературный альманах «Другие берега».[3]
- «Записки шифровальщика».
- Пьеса «Человек с белой гвоздикой». ТЮЗ, режиссёр Е. А. Прасолов, в главной роли Г. М. Бойченко.